# Carglass
Belron é um grupo de reparação e substituição de vidro automóvel a operar em todo o mundo em 35 países e emprega mais de 24.000 pessoas. Marcas Belron incluem Autoglass® no Reino Unido, Carglass® na maioria da Europa, Safelite nos Estados Unidos, O'Brien na Austrália e Smith & Smith na Nova Zelândia.

## Historia do grupo
A Belron foi fundada como uma empresa familiar, com o nome de Jacobs & Danor, em 1897, na Cidade do Cabo, África do Sul. No ano de 1899 a empresa foi comprada e passou a chamar-se Glass Bevelling & Silvering. Com mais algumas aquisições no ano de 1917 Em 1953 a empresa garantiu o direito de negócios para tecnologia de produção de para-brisa (português brasileiro) ou pára-brisa (português europeu) curvo em 1953 e á introdução de Óculos traseiros laminados, em 1958. 
A empresa iniciou sua expansão internacional em 1971, começando com a aquisição de O'Brien, na Austrália. Em 1990, as aquisições internacionais foram agrupados sob o nome Belron. Gary Lubner foi nomeado CEO da Belron em 2000. Em 2013 Belron (94,85% detida pela D'Ieteren) teve 2.400 agências e 8.600 carrinhas móveis, negociadas sob 15 marcas diferentes, incluindo Carglass®, Autoglass® e Safelite, servir os clientes em 34 países

## Carglass® Portugal
A Carglass® Portugal, fundada em 1989, atua no mercado português há mais de 25 anos. e desde então adota a filosofia de “reparar em 1º lugar”, o que significa que, sempre que possível, a empresa trabalha para conseguir realizar  a reparação do  pára-brisa, em vez de substituí-lo por um novo. Certificada pela Aenor (padrões de qualidade e de procedimentos), os vidros substituídos pela Carglass® são fabricados segundo as especificações e métodos de produção dos vidros usados pelas indústrias de fabrico automóvel, tendo assim a mesma qualidade do fabricante original.
Com mais de 30 agências em Portugal, além de atuar em mais de 300 municípios por meio de atendimento ao domicilio, a Carglass® atende por ano mais de 80.000 automobilistas, com vidros danificados.
Slogan da empresa: ¨Carglass® repara, Carglass® substitui¨

### Premiações
Prémio Cinco Estrelas

## Carglass® Brasil
A Carglass® Brasil, atua no mercado brasileiro há mais de 20 anos.

## Serviços

### Substituição dopara-brisa
A Carglass® trabalha para conseguir realizar a reparação do para-brisas, em vez de substituí-lo por um novo. No entanto, algumas vezes o dano exige que o para-brisas seja substituído. A Carglass® substitui qualquer vidro, em qualquer viatura independentemente do modelo e marca.

### Reparação depara-brisa
Os vidros de automoveis estão sujeitos a altos níveis de exposição, o que os torna susceptíveis a danos como quebras e fissuras. Sol, vento e pedras são alguns dos principais motivos dos danos causados aos para-brisa.
Muitas vezes, os automobilistas têm consciência do dano no vidro do carro, mas não acreditam que exista necessidade da reparação no imediato. No entanto, quanto mais rápido reparar, maiores serão as hipóteses de sucesso da reparação, evitando-se, assim, a substituição do pará-brisas.